# Пенобскот (округ)
Пено́бскот (англ. Penobscot County) — округ, расположенный в штате Мэн, США с населением в 144 919 человек по данным переписи населения 2000 года.
Административным центром округа является город Бангор.

## География
По данным Бюро переписи населения США, общая площадь округа — 9210 км², из которых: 8795 км² — земля и 415 км² (4,51 %) — вода.

### Соседние округа
- Арустук — север.
- Вашингтон — юго-восток.
- Ханкок — юг.
- Уолдо — юго-запад.
- Сомерсет — запад.
- Пискатакуис — северо-запад.

### Охраняемые природные территории
- Санкхазе-Мидоус (национальный заповедник).

## Демография

Распределение населения округа по возрастным диапазонам

По данным переписи населения 2000 года в округе Йорк проживало 144 919 человек, 37 820 семей, насчитывалось 58 096 домашних хозяйств и 66 847 жилых дома. Средняя плотность населения составляла 16 человек на один квадратный километр. Расовый состав округа по данным переписи распределился следующим образом: 96,6 % белых, 0,49 % чёрных или афроамериканцев, 1 % коренных американцев, 0,7 % азиатов, 0,03 % жители Океании, 0,96 % смешанных рас, 0,23 % — других народностей. Испано- и латиноамериканцы составили 0,61 % от всех жителей округа.
Из 58 096 домашних хозяйств в 30,1 % — воспитывали детей в возрасте до 18 лет, 51,5 % представляли собой совместно проживающие супружеские пары, в 9,9 % семей женщины проживали без мужей, 34,9 % не имели семей. 26,7 % от общего числа семей на момент переписи жили самостоятельно, при этом 10 % составили одинокие пожилые люди в возрасте 65 лет и старше. Средний размер домашнего хозяйства составил 2,38 человек, а средний размер семьи — 2,88 человек.
Население округа по возрастному диапазону по данным переписи 2000 года распределилось следующим образом: 22,8 % — жители младше 18 лет, 11,3 % — между 18 и 24 годами, 29 % — от 25 до 44 лет, 23,8 % — от 45 до 64 лет и 13,1 % — в возрасте 65 лет и старше. Средний возраст жителей округа составил 37 лет. На каждые 100 женщин в округе приходилось 95,3 мужчин, при этом на каждых сто женщин 18 лет и старше приходилось 92,3 мужчины также старше 18 лет.
Средний доход на одно домашнее хозяйство в округе составил 34 274 долларов США, а средний доход на одну семью в округе — 42 206 долларов. При этом мужчины имели средний доход в 32 824 доллара в год против 23 346 долларов среднегодового дохода у женщин. Доход на душу населения в округе составил 17 801 доллар США в год. 9,7 % от всего числа семей в округе и 13,7 % от всей численности населения находилось на момент переписи населения за чертой бедности, при этом 15 % из них были моложе 18 лет и 11,1 % — в возрасте 65 лет и старше.

## Известные уроженцы и жители
- Чарльз Дэвис Джеймсон (1827—1862) — военачальник и политик времён Гражданской войны в США.